# Philip (South Dakota)
Philip er en by i den centrale del af staten South Dakota i USA. Den er den største by i og administrativt centrum for det amerikanske county Haakon County. Byen har 759(2020) indbyggere.